# Batalla de Dakar
La batalla de Dakar, també coneguda com a Operació Amenaça (angles: Operation Menace) va ser un intent fracassat portat a terme al setembre de 1940 pels Aliats per capturar el port estratègic de Dakar a l'Àfrica Occidental Francesa (actualment el Senegal), que es trobava sota control de les Forces de la França de Vichy.

## Rerefons
Després de la conclusió de l'armistici entre França i Alemanya al juny de 1940, hi va haver una considerable confusió sobre a qui pertanyien diverses colònies franceses. Algunes com el Camerun o l'Àfrica Equatorial Francesa, van unir-se a la França Lliure, mentre que d'altres, com el Nord d'Àfrica Francès, l'Àfrica Occidental Francesa, Síria o la Indoxina Francesa van seguir sota control de la França de Vichy. La Flota francesa a la Mediterrània havia estat capaç d'enfrontar-se a la marina italiana, deixant així les mans lliures a la Royal Navy per enfrontar-se a la Kriegsmarine alemanya a l'Atlàntic. La possibilitat que la flota francesa pogués caure en mans alemanyes va portar als britànics a atacar-la a Mers el-Kebir. Mentre que els britànics havien eliminat una amenaça potencial, la seva acció va crear ressentiments que provocaren que molts no s'allistessin a les forces de la França Lliure.
De Gaulle creia que podria persuadir les forces de la França de Vichy a Dakar a unir-se a la causa aliada. Hi havia diversos avantatges en fer-ho: no només per les conseqüències polítiques en fer que una nova colònia francesa canviés de bàndol, sinó que també per motius més pràctics: les reserves d'or del Banc de França i del govern polonès a l'exili estaven emmagatzemades a Dakar; i, militarment, el port de Dakar era millor per protegir els combois aliats que circumval·laven Àfrica que el port de Freetown (Sierra Leone), la base que els aliats estaven usant en aquells moments.

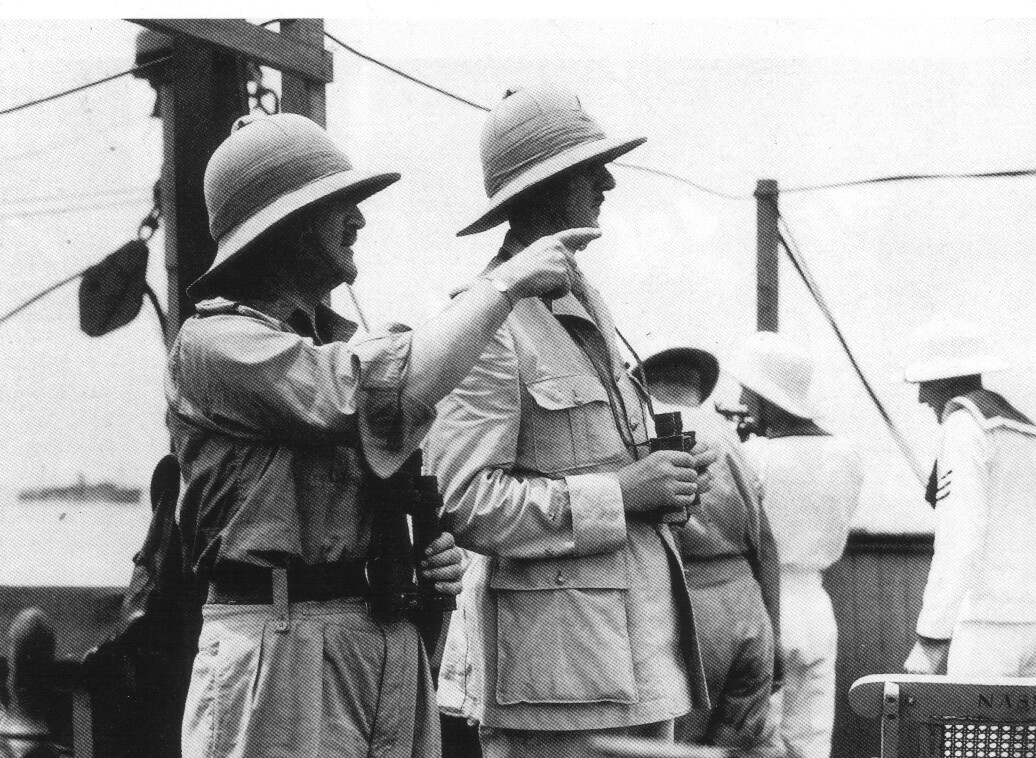
El General de Gaulle i el General Sir Edward Spears, representant personal de Churchill davant la França Lliure, en ruta cap a Dakar a bord del vaixell neerlandès, Westernland.

Per tant, els aliats decidiren enviar una flota composta per un portaavions (l'HMS Ark Royal), dos cuirassats, 5 creuers (l'HMS Resolution i l'Barham), i 10 destructors cap a Dakar. A més, diversos transports portarien uns 8.000 soldats. Les seves ordres eren primer provar de negociar amb el governador de Vichy, i si no s'aconseguia l'èxit, prendre la ciutat per la força.
Les forces de Vichy presents a Dakar estaven encapçalades per l'inacabat cuirassat Richelieu, un dels vaixells de guerra més avançats de la flota francesa, llavors completat en un 95%. Havia abandonat Brest el 18 de juny, abans que els alemanys arribessin al port. Abans de l'establiment del govern de Vichy, l'HMS Hermes, un portaavions britànic, havia estat operant amb les forces franceses a Dakar. Un cop el règim de Vichy assolí el poder, l'Hermes abandonà el port, però restà a la vista, unint-se-li el creuer pesant australià HMAS Australia. Avions provinents de l'Hermes van atacar el Richelieu, rebent aquest l'impacte d'un torpede. El cuirassat francès va quedar immobilitzat, però encara podia usar-se com a bateria artillera flotant. A més, a Dakar també hi havia diversos submarins i alguns vaixells menors. 3 creuers (el Gloire, el Georges Leygues i el Montcalm) havien salpat de Toló i navegaven cap a Dakar des de feia uns dies. El Gloire anava lent per problemes mecànics, i va ser interceptat per l'Australia (ordenant-se-li navegar cap a Casablanca). Els altres dos creuers i els destructors van poder superar la persecució aliada i van arribar a Dakar segurs.

## Transcurs de la batalla

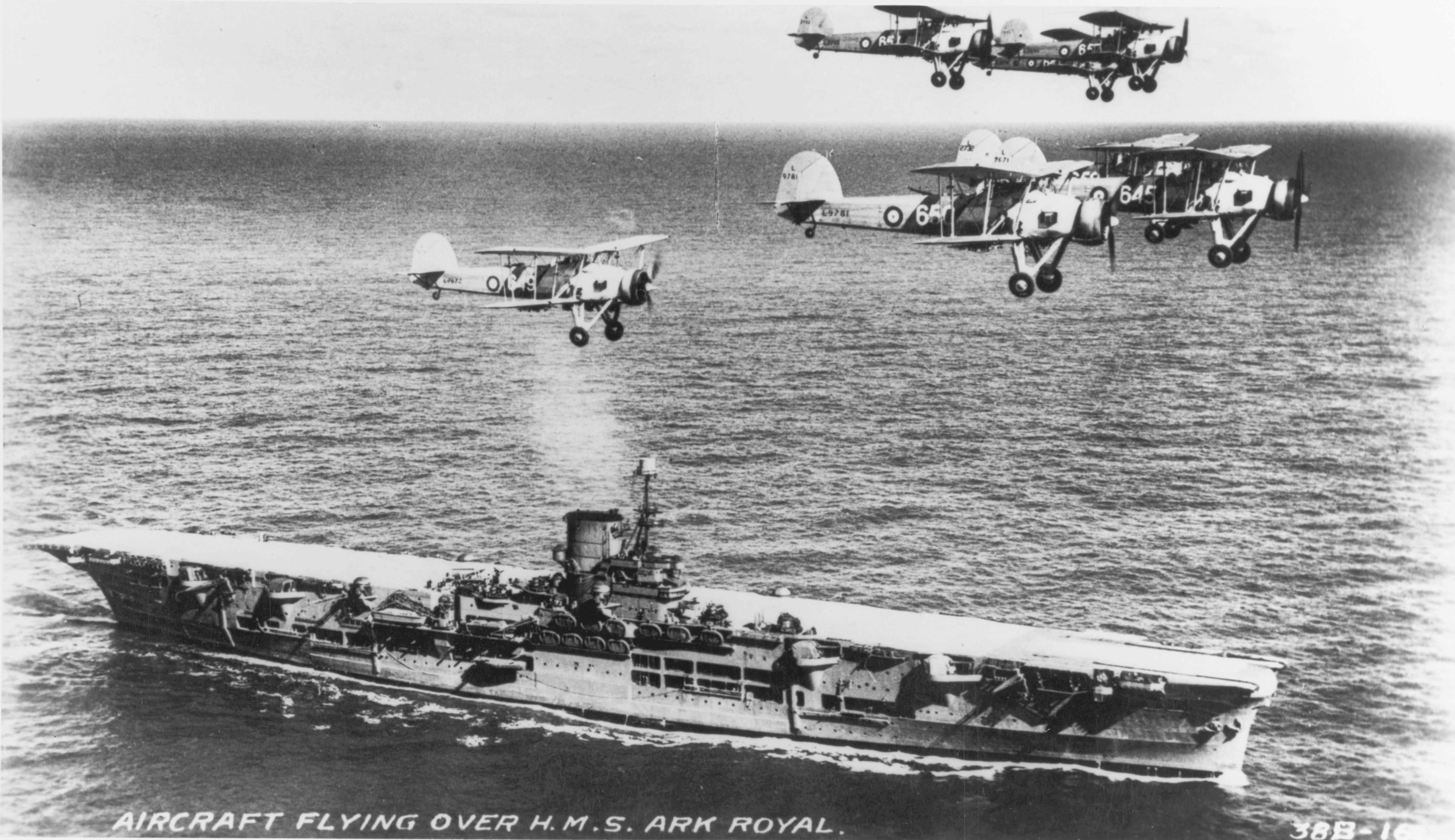
l'HMS Ark Royal i diversos dels seus Fairey Swordfish

El 23 de setembre, l'Arma Aèria de la Flota llançà pamflets de propaganda sobre Dakar. Els avions de la França Lliure van enlairar-se des de l'Ark Royal i van aterrar a l'aeroport, però les tripulacions van ser fetes presoneres immediatament. Una barca que portava a diversos representants de De Gaulle va penetrar al port, però va rebre diversos impactes. A les 10:00, vaixells de Vichy que intentaven abandonar el port van rebre diverses salves d'advertència de l'Australia. Mentre que els vaixells tornaven a port, les bateries costaneres van obrir foc sobre l'Australia, iniciant-se un enfrontament entre els cuirassats i creuers i els forts del port. Al vespre, l'Australia incerceptà i disparà sobre el destructor de Vichy L'Audacieux, provocant-li diversos incendis i fent-lo tornar a la platja.
També al vespre es va fer una temptativa per desembarcar les tropes de la França Lliure sobre la platja de Rufisque, al nord-est de Dakar. L'atac fracassà quan va trobar-se sota el foc pesant de diversos punts forts que defensaven la platja. El general de Gaulle declarà que no volia que francesos fessin vessar sang francesa i va fer suspendre l'atac.
Durant els dos dies següents, la flota aliada continuà atacant les defenses costaneres, i les forces de Vichy continuaren defensant-se. Durant els enfrontaments, dos submarins de Vichy, el Persée i el Ajax, van ser enfonsats. La flota aliada també patí danys: el Resolution va ser torpedinat pel Bévéziers, i el Barham va rebre una andanada de 380mm (15') del Richelieu. Dos creuers també van ser danyats.
Al final, la batalla de Dakar no va anar massa bé pels Aliats: el règim de Vichy no s'havia retirat; el Resolution estava tan danyat que va haver de retirar-se a Ciutat del Cap per ser reparat. Durant la major part del conflicte, bombarders de la Força Aèria de la França de Vichy amb seu al nord d'Àfrica, van bombardejar Gibraltar. El bombardeig s'inicià el 24 de setembre, en resposta al primer combat a Dakar, finalitzant el 25 de setembre. Les instal·lacions de Gibraltar van patir danys greus. Finalment, els aliats es retiraren, deixant Dakar i l'Àfrica Occidental Francesa en mans de la França de Vichy.

## Després de la batalla
Els efectes del fracàs aliat van ser sobretot polítics. De Gaulle havia cregut que podria ser capaç de convèncer els francesos de Dakar perquè es passessin a la França Lliure, però no va ser el cas, i això va danyar la seva reputació entre els aliats. Tot i l'èxit a la batalla del Gabon dos mesos després, no aconseguí reparar els danys causats.

## Orde de batalla

### Aliats
- Portaavions: HMS Ark Royal

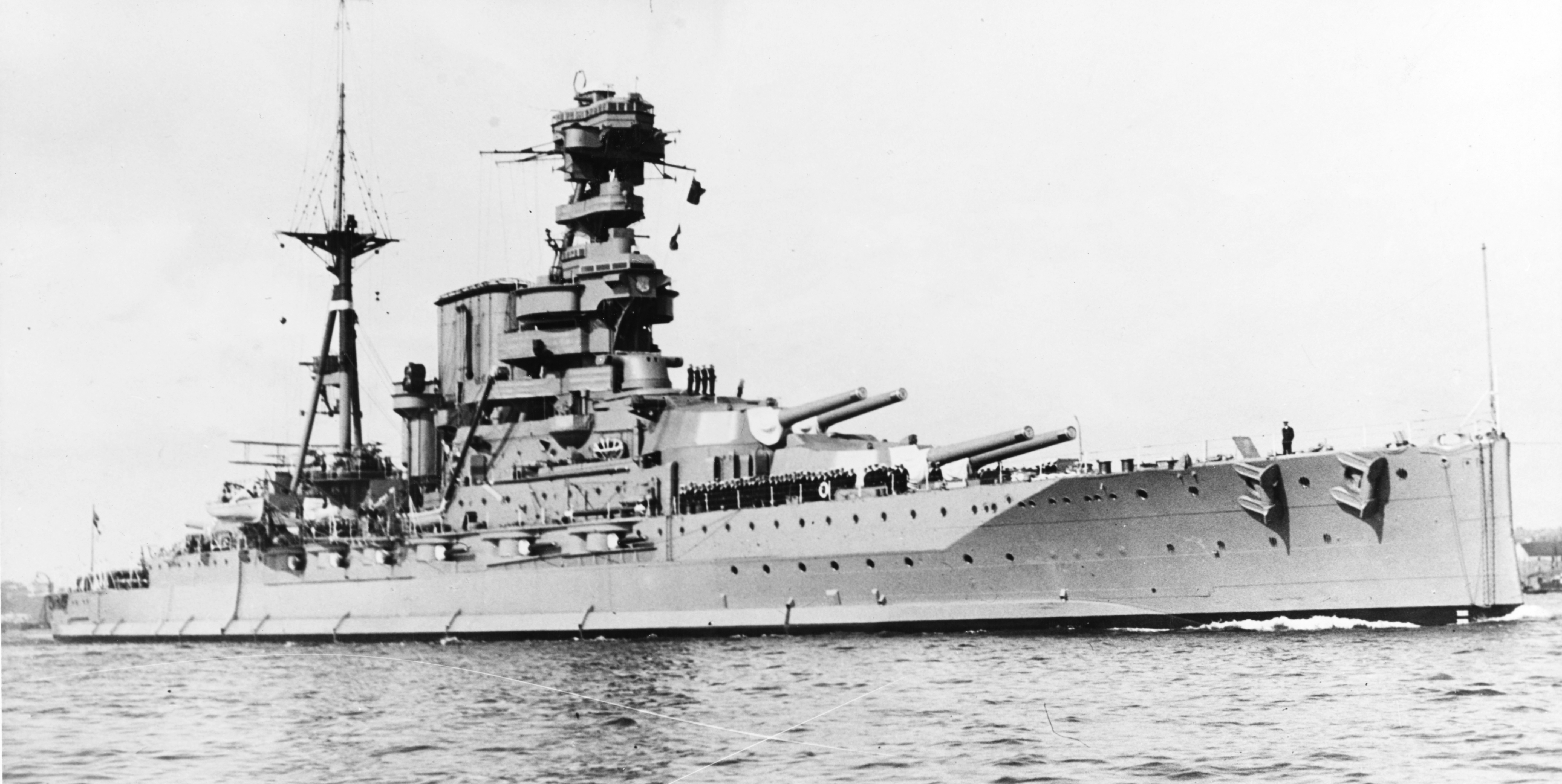
HMS Barham

- Cuirassats: HMS Barham, HMS Resolution
- Creuers pesants: HMAS Australia, HMS Cumberland, Devonshire
- Creuers lleugers: HMS Dragon, HMS Delhi
- Destructors: HMS Echo, Eclipse, Escapade, Faulknor, Foresight, Forester, Fortune, HMS Fury, HMS Greyhound, HMS Inglefield
- Escortes/patrullers: HMS Bridgewater, Commandant Dominé, Commandant Duboc, Houduce, HMS Milford, Savorgnan de Brazza
- Mercants: 4 de la França Lliure i 1 britànic
- Transports: SS Westernland (transatlàntic Holandès), SS Pennland (transatlàntic neerlandès), MS Sobieski (transatlàntic polonès) i 3 més
- 101a Brigada dels Marines Reials

### França de Vichy
- Cuirassat: Richelieu

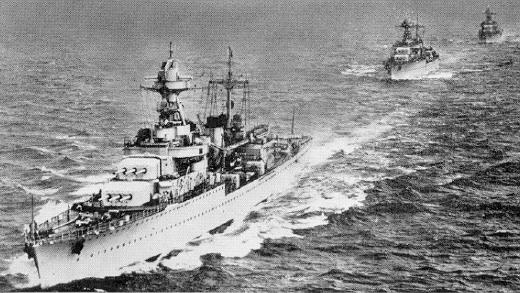
Creuer Georges Leygues

- Creuer lleuger: Georges Leygues, Montcalm
- Destructors: L'Audacieux, Le Fantasque, Le Malin, Le Hardi
- Escortes/patrullers: Calais, Commandant Rivière, D'Entrecasteaux, D'Iberville, Gazelle, La Surprise
- Creuer auxiliar: El Djezair, El Kantara, El Mansour, Schoelcher, Ville d'Oran
- Mercants: SS Porthos, SS Tacoma, SS Sally Maersk (Danèsr)
- Submarins: Ajax (Q148), Béveziers (Q179), Persée (Q154)